# Delirium (Capercaillie)
Delirium è il quarto album in studio del gruppo folk rock scozzese Capercaillie, pubblicato nel 1991.

## Tracce
1. Rann Na Móna – 3:50
2. Waiting for the Wheel to Turn – 4:36
3. Aodann Srath Bhàin (The Slopes of Strath Ban) – 4:05
4. Cape Breton Song – 3:02
5. You Will Rise Again – 3:31
6. Kenny MacDonald's Jigs – 3:58
7. Dean Sàor an Spiórad – 4:24
8. Coisich, a Rùin (Come On, My Love) – 3:13
9. Dr. MacPhail's Reel – 2:50
10. Heart of the Highland – 3:48
11. Breisleach (Delirium) – 2:41
12. Islay Ranter's Reels – 3:03
13. Servant to the Slave – 5:44

## Formazione

### Gruppo
- Karen Matheson - voce
- Marc Duff - tin whistle, bodhrán, sintetizzatore
- Manus Lunny - bouzouki, chitarra, voce (tracce 1 e 13)
- Charlie McKerron - violino
- John Saich - basso, chitarra (10), voce (5, 10)
- Donald Shaw - fisarmonica, tastiera

### Ospiti
- Ronnie Goodman - percussioni, batteria
- Noel Bridgeman - batteria (3)
- Graham Dickson - programmazioni
- Jon Turner - programmazioni